# Odyssey (album d'Hayley Westenra)
Pour les articles homonymes, voir Odyssey.
Albums de Hayley Westenra
Pure
(2003) Treasure
(2007)
Odyssey est le quatrième album d'Hayley Westenra, son deuxième international. 

## Description de l'album
Depuis Pure, la voix d'Hayley a mûri, s'est étoffée, son chant est désormais plus riche et la chanteuse elle-même a grandi, à la fois en tant qu'artiste mais aussi en tant que femme. Hayley souhaitait faire un album qui souligne cette évolution, « un CD qui [la] représenterait en tant que personne ». 
Le style des chansons est sensiblement le même que sur son précédent album et Hayley a souhaité s'investir beaucoup plus dans la production de cet album afin de « mettre [sa] propre marque sur chaque chanson ».
L'album est une nouvelle fois un succès: triple disque de platine en Nouvelle-Zélande, 26 semaines dans le RIANZ, il s'est vendu à 500000 exemplaires à travers le monde.

## Détail des chansons
- Prayer : cette chanson composée par Secret Garden ouvre l'album et apparaît sur la bande-son du jeu vidéo Endless Ocean.
- Never Saw Blue : cette chanson très douce a plu à Hayley dès qu'on lui a présentée. Selon les versions des albums, la version de la chanson peut changer.
- Dell' Amore Non Si Sa : cette chanson est un duo avec le célèbre ténor italien Andrea Bocelli, une idole d'Hayley.
- Ave Maria : l'Ave Maria présent sur cet album est celui de Caccini.
- Both Sides Now : cette chanson est une reprise de Joni Mitchell. Hayley a découvert Joni Mitchell pendant qu'elle enregistrait Odyssey et est devenue immédiatement une grande fan de la chanteuse et de cette chanson en particulier. Elle explique: « [Cette chanson] obtient toujours une très bonne réaction du public. J'apprécie particulièrement les paroles et je les interprète un peu différemment selon où j'en suis dans ma vie. Mon interprétation a assurément changé en grandissant. »
- What You Never Know (Won't Hurt You) : cette chanson est une adaptation du titre de Sarah Brightman.
- May It Be : cette chanson est la reprise du célèbre titre d'Enya qui apparaît sur la bande originale du film de Peter Jackson, Le Seigneur des anneaux : La Communauté de l'anneau. Le film a été tourné en Nouvelle-Zélande et Hayley confie que « [la chanson lui] rappelle la Nouvelle-Zélande chaque fois qu'[elle] la chante ». Elle ajoute: « Je ne peux pas m'empêcher de faire quelques commentaires à propos des paysages de la Nouvelle-Zélande et à quel point c'est un pays merveilleux. J'étais une grande fan des films du Seigneur des anneaux donc je devais enregistrer cette chanson. »
- Aria (Cantilena): cette pièce classique qui consiste en un duo voix/violoncelle est une musique du compositeur Villa-Lobos.
- She Moves Through the Fair: ce titre est une chanson traditionnelle irlandaise.
- I Say Grace: Hayley s'essaye ici à un nouveau style, proche du gospel.
- Bridal Ballad: cette chanson est tirée de la bande originale du film The Merchant of Venice.
- O Mio Babbino Caro: cette aria de Puccini est tirée de l'opéra Gianni Schicchi.
- Laudate Dominum : reprise d'une pièce classique de Mozart.
- Wiegenlied : ce lied allemand est sorti en single au Japon et est le thème du film Lorelei.
- Lascia Ch'io Pianga : il s'agit d'un aria du compositeur Handel tiré de l'opéra Rinaldo.
- Scarborough Fair : cette chanson traditionnelle que reprend Hayley a été popularisée par Simon & Garfunkel.

## Liste des titres
Version internationale
1. Prayer
2. Never Saw Blue
3. Dell’ Amore Non Si Sa
4. Ave Maria (Caccini)
5. Both Sides Now
6. What You Never Know (Won’t Hurt You)
7. May It Be
8. Quanta Qualia
9. Bachianas Brasileiras
10. She Moves Through The Fair
11. I Say Grace
12. My Heart Belongs To You

CD Bonus - Edition Spéciale néo-zélandaise
1. Bridal Ballad
2. O Mio Babbino Caro
3. Laudate Dominum
4. Wiegenlied
5. Ave Maria
6. The Mist of Islay

Version américaine
1. Prayer
2. Both Sides Now
3. Never Saw Blue
4. Dell’ Amore Non Si Sa
5. What You Never Know
6. May It Be
7. Quanta Qualia
8. You Are Water
9. She Moves Through The Fair
10. My Heart Belongs To You
11. Ave Maria
12. I Say Grace

Version anglaise
Première version (26.09.05)
1. Prayer
2. Dell’ Amore Non Si Sa
3. Never Saw Blue
4. Ave Maria
5. What You Never Know (Won’t Hurt You)
6. Quanta Qualia
7. Both Sides Now
8. May It Be
9. Bachianas Brasileiras N°5 Aria (Cantilena)
10. Bridal Ballad
11. Mists Of Islay
12. O Mio Babbino Caro
13. Laudate Dominum
14. Wiegenlied
15. She Moves Through The Fair
16. Dido’s Lament

Deuxième version (10.04.06)
1. May It Be
2. The Water Is Wide
3. Dell'Amore Non Si Sa
4. Lascia Ch'io Pianga
5. Prayer
6. Ave Maria (Caccini)
7. Scarborough Fair
8. Quanta Qualia
9. O Mio Babbino Caro
10. What You Never Know
11. Both Sides Now
12. The Mists of Islay
13. Laudate Dominum
14. She Moves Through the Fair

Version japonaise
1. Prayer
2. Never Saw Blue
3. Dell’ Amore Non Si Sa
4. Ave Maria (Caccini)
5. Both Sides Now
6. What You Never Know (Won’t Hurt You)
7. May It Be
8. Quanta Qualia
9. Bachianas Brasileiras N°5 Aria (Cantilena)
10. She Moves Through The Fair
11. I Say Grace
12. My Heart Belongs To You
13. Bridal Ballad (from The Merchant Of Venice)
14. The Mummers Dance
15. Wiegenlied (from Lorelei)

Titres exclusifs iTunes EP:
Mary Did You Know (Orchestral version)
Laudate Dominum
O Mio Babbino Caro
Dido’s Lament

## Sources
Biographie d'Hayley Westenra, Juin 2005